# Lota de Macedo Soares
Maria Carlota Costallat de Macedo Soares (Paris, 16 de março de 1910 – Nova York, 25 de setembro de 1967) foi uma arquiteta-paisagista e urbanista autodidata brasileira. A convite de Carlos Lacerda, foi uma das responsáveis pelo projeto do Parque do Flamengo, localizado na cidade do Rio de Janeiro, o maior aterro urbano do mundo.

## Vida pessoal
Maria Carlota, chamada por todos de Lota, nasceu em Paris, filha de José Eduardo de Macedo Soares, então Primeiro-Tenente da Marinha baseado na Europa, e de Adélia de Carvalho Costallat. O casal teve mais uma filha em Paris, Maria Elvira, conhecida por Marieta. José Eduardo deixou a Marinha em 1912 e voltou ao Brasil com a família. No Rio de Janeiro, fundou o jornal O Imparcial, precursor do Diário Carioca.
No princípio da década de 1940, Lota residiu em Nova York, onde fez cursos no Museu de Arte Moderna.
Sem ter frequentado universidade, foi reconhecida como arquiteta autodidata e paisagista emérita, e foi convidada por Carlos Lacerda, que acabara de assumir o governo do recém-criado estado da Guanabara (1960-1965), para trabalhar no governo do estado. Propôs a modificação do projeto de duplicação das pistas ao longo da Praia do Flamengo de maneira a fazer um aterro muito maior, no que veio a se tornar o Parque do Flamengo. Quando, nas eleições seguintes, o candidato de Carlos Lacerda perdeu o pleito, e tendo ainda criado a Fundação Parque do Flamengo e eleita sua presidente, a pressão dos sucessores de Lacerda levou Lota a deixar o projeto antes de sua finalização. De todo modo, conseguiu tombar o Parque do Flamengo, evitando que se fizesse um loteamento no aterro do Flamengo.

## Morte
Todas essas questões políticas em que esteve envolvida, mais o afastamento de sua companheira Elizabeth Bishop, que a essa altura já estava em Nova York, levaram-na à depressão. Elizabeth Bishop era uma das poetisas mais famosas da época. Lota e Elisabeth viveram juntas de 1951 a 1965. Em 1967, quando já separadas, Lota resolveu viajar a Nova York a fim de encontrar Bishop. No mesmo dia em que chegou, Bishop encontrou-a deitada no sofá da sala, desfalecida, com um vidro de antidepressivos nas mãos. Lota entrou em coma, morrendo poucos dias depois.

## No cinema
Sua vida com Elizabeth Bishop e seu envolvimento com o governo de Carlos Lacerda, bem como seu apoio ao regime militar de 1964, são o tema do filme de Bruno Barreto Flores Raras, de 2013. No papel de Lota, está a atriz Glória Pires.

## Na cultura popular
Em 16 de março de 2017, a Google do Brasil homenageou Lota de Macedo Soares por meio de um doodle quando nesta data ela estaria completando 107 anos.